# Seymour (condado de Eau Claire, Wisconsin)
Seymour es un pueblo ubicado en el condado de Eau Claire en el estado estadounidense de Wisconsin. En el Censo de 2010 tenía una población de 3209 habitantes y una densidad poblacional de 38,47 personas por km².

## Geografía
Seymour se encuentra ubicado en las coordenadas 44°50′2″N 91°20′44″O / 44.83389, -91.34556. Según la Oficina del Censo de los Estados Unidos, Seymour tiene una superficie total de 83.41 km², de la cual 80.83 km² corresponden a tierra firme y (3.09%) 2.58 km² es agua.

## Demografía
Según el censo de 2010, había 3209 personas residiendo en Seymour. La densidad de población era de 38,47 hab./km². De los 3209 habitantes, Seymour estaba compuesto por el 96.45% blancos, el 0.41% eran afroamericanos, el 0.44% eran amerindios, el 1.31% eran asiáticos, el 0.03% eran isleños del Pacífico, el 0.22% eran de otras razas y el 1.15% pertenecían a dos o más razas. Del total de la población el 0.59% eran hispanos o latinos de cualquier raza.